# دین اسمیت (بازیکن فوتبال، زاده ۱۹۷۱)
دین اسمیت (انگلیسی: Dean Smith؛ زادهٔ ۱۹ مارس ۱۹۷۱) بازیکن سابق و مربی فوتبال اهل انگلستان است.
از باشگاه‌هایی که در آن بازی کرده‌است می‌توان به والسال، هرفورد یونایتد، لیتون اورینت، شفیلد ونزدی و پورت ویل اشاره کرد.